# Rallye du Portugal 1986
Le Rallye du Portugal 1986 (20º Rallye de Portugal Vinho do Porto), disputé du 5 au 8 mars 1986, est la cent-cinquantième manche du championnat du monde des rallyes (WRC) courue depuis 1973, et la troisième manche du championnat du monde des rallyes 1986.

## Contexte avant la course

### Le championnat du monde

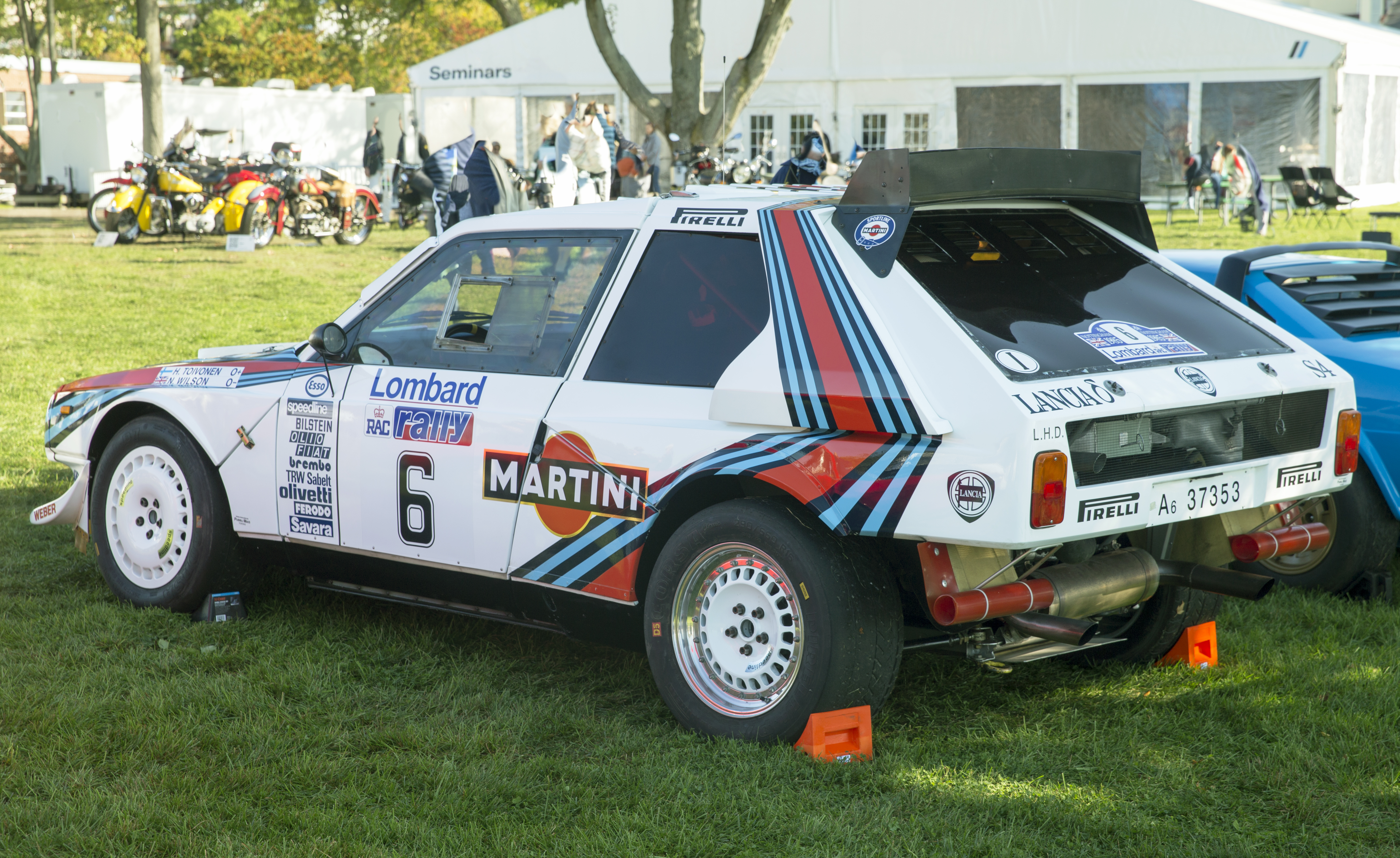
La Lancia Delta S4 groupe B, principale rivale de la Peugeot 205 T16 championne du monde.

Ayant succédé en 1973 au championnat international des marques (en vigueur de 1970 à 1972), le championnat du monde des rallyes comprend généralement une douzaine manches, comprenant les plus célèbres épreuves routières internationales, telles le Rallye Monte-Carlo, le Safari ou le RAC Rally. Depuis 1979, le championnat des constructeurs a été doublé d'un championnat pilotes, ce dernier remplaçant l'éphémère Coupe des conducteurs, organisée à seulement deux reprises en 1977 et 1978. Le calendrier 1986 intègre treize manches pour l'attribution du titre de champion du monde des pilotes mais seulement onze sélectives pour le championnat des marques (le Rallye de Côte d'Ivoire et le Rallye Olympus en étant exclus). Les épreuves sont réservées aux catégories suivantes :
- Groupe N : voitures de grande production de série, ayant au minimum quatre places, fabriquées à au moins 5 000 exemplaires en douze mois consécutifs ; modifications très limitées par rapport au modèle de série (bougies, amortisseurs).
- Groupe A : voitures de tourisme de grande production, fabriquées à au moins 5 000 exemplaires en douze mois consécutifs, avec possibilité de modifications des pièces d'origine ; poids minimum fonction de la cylindrée.
- Groupe B : voitures de grand tourisme, fabriquées à au moins 200 exemplaires en douze mois consécutifs, avec possibilité de modifications des pièces d'origine (extension d'homologation portant sur 5% de la production[2]).

Alors que l'année 1985 avait été largement dominée par Peugeot, la 205 Turbo 16 s'étant imposée à sept reprises, la saison 1986 s'avère nettement plus ouverte, Lancia et Peugeot se retrouvant à égalité au classement des constructeurs à l'issue des deux manches hivernales : après la victoire de la nouvelle Lancia Delta S4 au Rallye Monte-Carlo, où Henri Toivonen a devancé la 205 T16 du champion en titre Timo Salonen, Peugeot a pris sa revanche en Suède grâce à sa nouvelle recrue Juha Kankkunen, vainqueur devant la Lancia de Markku Alén. Kankkunen figure en tête du classement provisoire championnat du monde des conducteurs, avec huit points d'avance sur Toivonen.

### L'épreuve
Réputé depuis sa création en 1967 comme l'une des épreuves routières les plus sélectives et les mieux organisées, le rallye du Portugal (intégré au calendrier du championnat du monde dès 1973) est depuis le début des années 1980 victime de son succès. En effet, la concentration d'épreuves spéciales à proximité de Lisbonne lors de la première journée attire une foule considérable et l'indiscipline d'un grand nombre de spectateurs, massés sur les bas-côtés voire sur la route, rend la tâche des pilotes très difficile et l'éventualité d'un grave accident plane sur la course. Depuis plusieurs années de nombreux professionnels du rallye ont alerté les organisateurs sur les risques encourus par le public et les équipages et demandé que cette partie du parcours (très rapide, sur asphalte) soit supprimée, ou tout au moins disputée une seule fois au lieu de trois pour ne pas concentrer trop de spectateurs dans cette zone. En 1983 le double champion du monde Walter Röhrl avait déclaré  à ce sujet : « Le jour où une voiture rentrera dans la foule, au Portugal, il y aura des dizaines de morts et la survie des rallyes s'en trouvera menacée ». Mais malgré les avis contraires des spécialistes les organisateurs ont une fois de plus maintenu la triple boucle passant par Sintra en ouverture de la première étape.

## Le parcours
- départ : 5 mars 1986 d'Estoril (depuis l'autodrome)
- arrivée : 8 mars 1986 à Estoril
- distance : 2 368 km (2 470 km initialement prévus) dont 659,5 sur 42 épreuves spéciales (48 épreuves initialement prévues, pour un total de 703,5 km chronométrés)
- surface des épreuves spéciales : asphalte (45%) et terre (55%)
- Parcours divisé en quatre étapes[5]

### Première étape

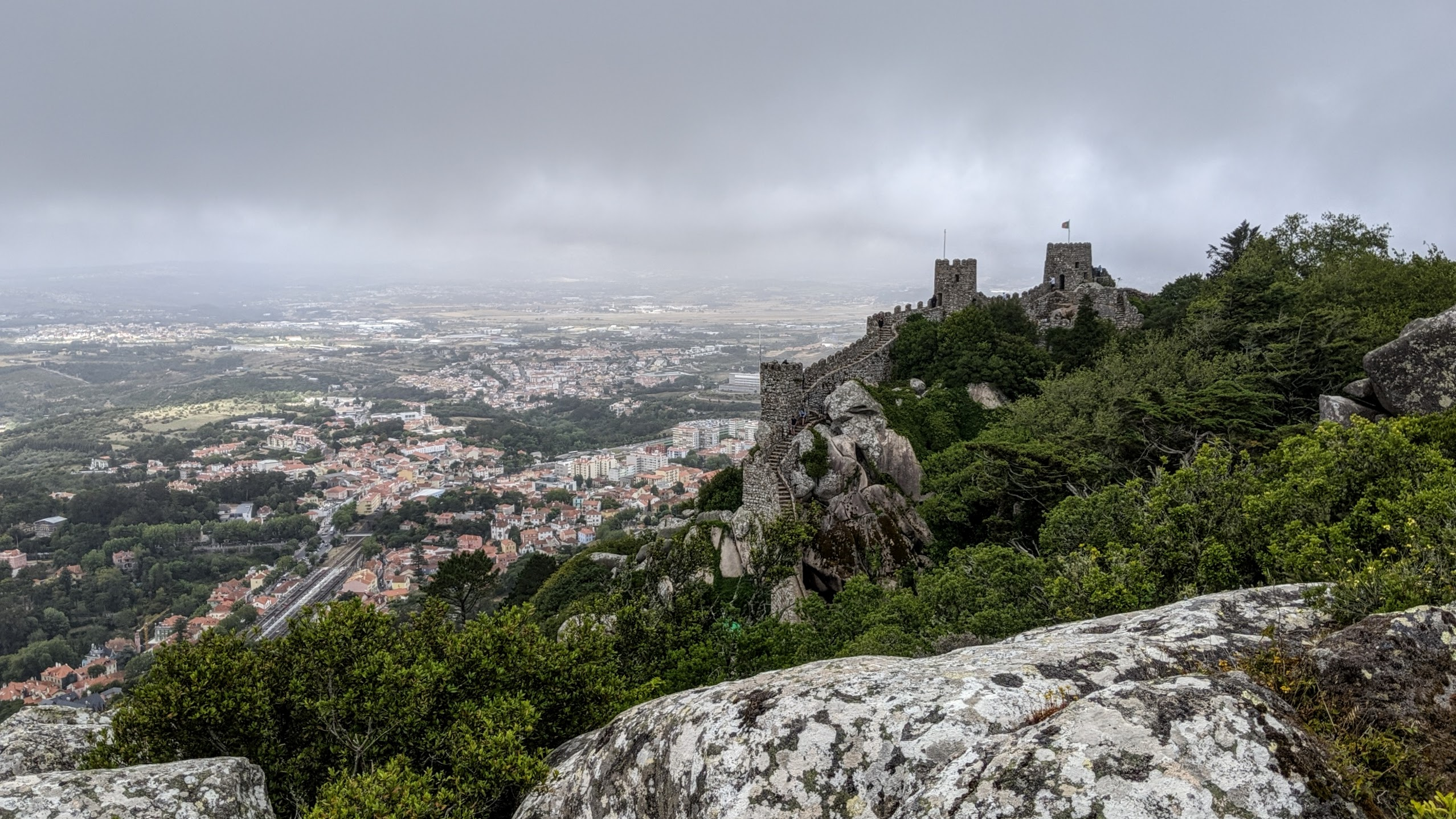
La région de Sintra, parcourue en début de première étape, est particulièrement appréciée des spectateurs.

- Estoril - Sintra - Estoril - Tomar - Coimbra - Porto - Póvoa de Varzim, du 5 au 6 mars
- distance : 695 km (797 km initialement prévus) dont 141,5 sur 11 épreuves spéciales (17 épreuves initialement prévues, pour un total de 185,5 km chronométrés)
- surface des épreuves spéciales : asphalte

### Deuxième étape
- Póvoa de Varzim - Ponte de Lima - Póvoa de Varzim, le 6 mars
- distance : 426 km dont 151 sur 10 épreuves spéciales
- surface des épreuves spéciales : asphalte

### Troisième étape
- Póvoa de Varzim - Guimarães - Viseu, le 7 mars
- distance :  497 km dont 191 sur 13 épreuves spéciales
- surface des épreuves spéciales : terre (96%) et asphalte (4%)

### Quatrième étape
- Viseu - Tomar - Abrantes - Estoril, le 8 mars
- distance : 750 km dont 176 sur 8 épreuves spéciales
- surface des épreuves spéciales : terre

## Les forces en présence
- Peugeot

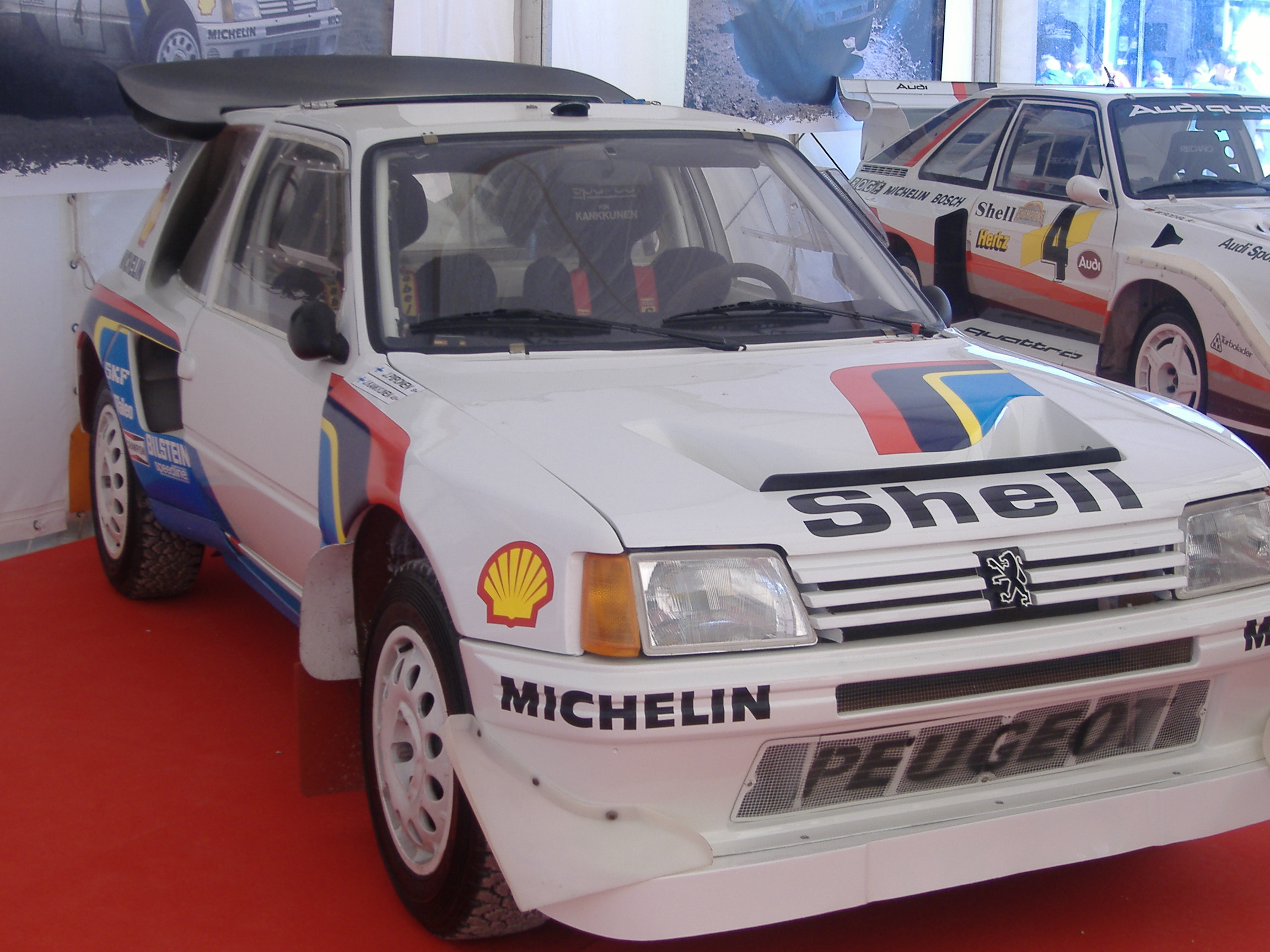
La Peugeot 205 Turbo 16 Évolution 2

Peugeot-Talbot Sport a engagé deux 205 Turbo 16 Évolution 2 groupe B à transmission intégrale, confiées à Timo Salonen et Juha Kankkunen. Ces voitures à moteur central arrière, d'une longueur de 3,83 mètres, pèsent 980 kg. Leur quatre cylindres de 1 775 cm3 est alimenté par un système d'injection électronique Bosch associé à un turbocompresseur Garrett. Il développe 450 chevaux à 7500 tr/min. Les Peugeot sont chaussées de pneus Michelin. Quelques 205 GTI engagées par des pilotes privés seront également au départ, dont celle de Jean-Sébastien Couloumiès qui vise la victoire en groupe N.
- Audi

Le constructeur d'Ingolstadt aligne une seule Sport Quattro S1 groupe B pour Walter Röhrl. Long de 4,24 mètres, ce coupé doté d'un moteur cinq cylindres de 2 110 cm3 placé à l'avant et d'une transmission intégrale pèse plus de 1 100 kg. L'alimentation est assurée par un système d'injection électronique Bosch avec turbocompresseur KKK. La puissance disponible est de l'ordre de 500 chevaux. Quelques pilotes privés concourent dans les catégories inférieures au volant de berlines de la marque, notamment Rudolf Stohl qui prendra le départ sur une 80 Quattro groupe A (moteur cinq cylindres atmosphérique de 2 144 cm3, 190 chevaux). Les Audi utilisent des pneus Michelin.
- Lancia

La Scuderia Lancia a préparé trois Lancia Delta S4 groupe B pour Markku Alén, Massimo Biasion et Henri Toivonen. Ces voitures à moteur central arrière et à transmission intégrale présentent la particularité d'utiliser un double système de suralimentation, comprenant un compresseur volumétrique à lobes Abarth (efficace dès les bas-régimes) et un turbocompresseur KKK permettant au quatre cylindres de 1 759 cm3 de développer près de 500 chevaux. Le système d'injection électronique a été développé par Magneti Marelli. Pesant un peu plus d'une tonne, les Delta S4 sont chaussées de pneus Pirelli. Le pilote local Carlos Bica prendra quant à lui le départ sur la Rally 037 groupe B (960 kg, moteur central arrière de 2 111 cm3, compresseur volumétrique Abarth, 350 chevaux à 8000 tr/min) avec laquelle il dispute le championnat du Portugal.
- MG

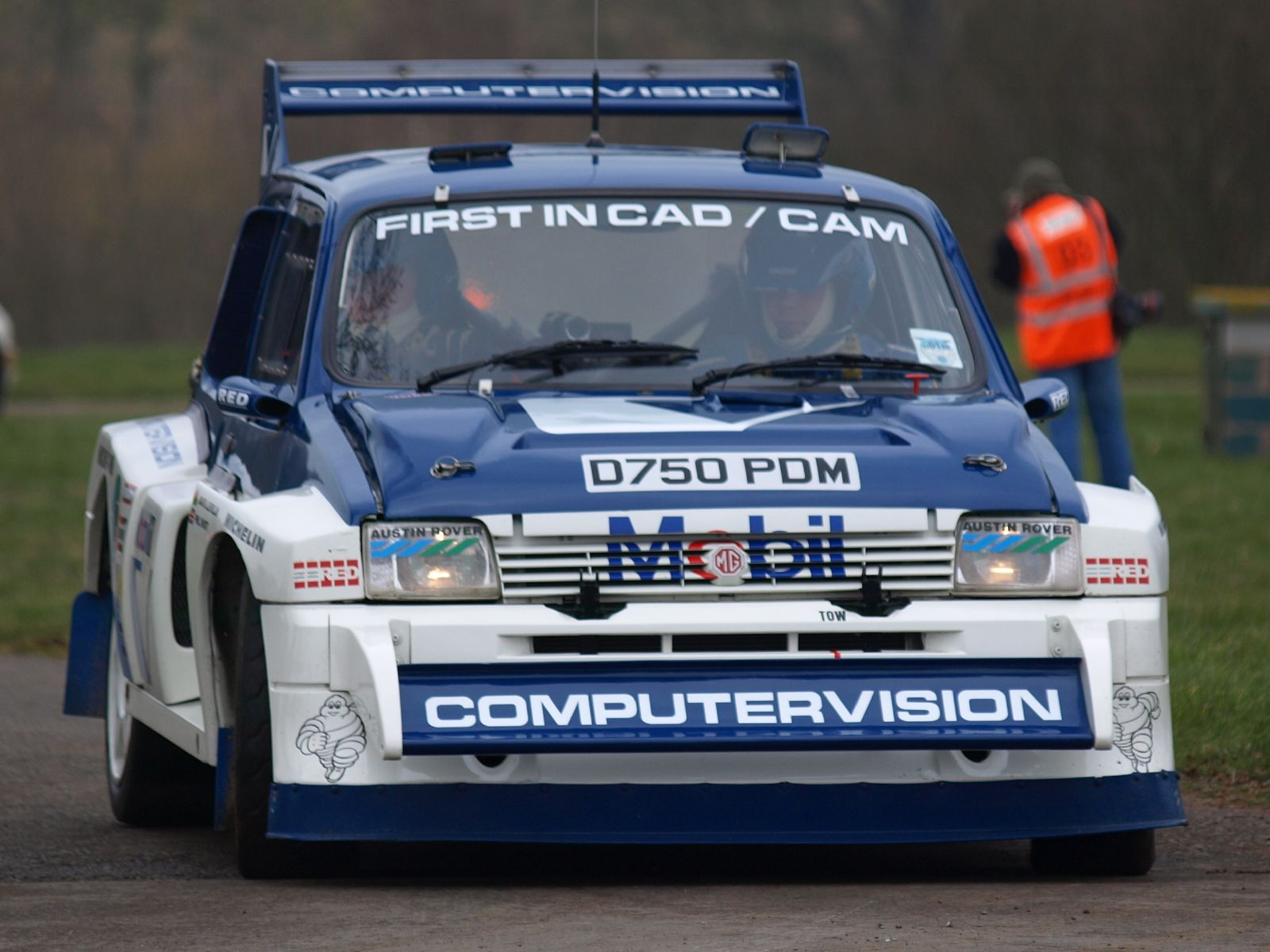
Une MG Metro 6R4 groupe B lors d'une course historique

Le groupe Austin Rover engage trois MG Metro 6R4 groupe B qui seront aux mains de Tony Pond, Malcolm Wilson et Marc Duez. Mesurant 3,66 mètres, ces voitures à transmission intégrale sont les plus courtes de leur catégorie. Leur moteur V6 atmosphérique de 2 991 cm3 est placé en position centrale arrière. Alimenté par un système d'injection électronique Lucas, il délivre 410 chevaux à 8500 tr/min. Pesant environ une tonne, les MG sont équipées de pneus Michelin.
- Ford

Trois Ford RS200 groupe B ont été engagées, Stig Blomqvist et Kalle Grundel étant épaulés par le pilote local Joaquim Santos. Ces voitures à moteur central arrière sont dotées d'une transmission intégrale avec différentiel central Ferguson. Leur quatre cylindres de 1 803 cm3 est alimenté par un système d'injection Bosch associé à un turbocompresseur Garrett et développe 420 chevaux à 8000 tr/min. Pesant près de 1 100 kg, les RS200 mesurent quatre mètres de long et sont chaussées de pneus Pirelli.
- Renault

Joaquim Moutinho disputera une nouvelle fois son rallye national sur sa 5 Turbo groupe B aux couleurs de la société pétrolière Galp. Equipée d'un moteur quatre cylindres de 1397 cm3 placé en position centrale arrière, elle pèse environ 960 kg. L'alimentation est assurée par un système d'injection électronique Bosch associé à un turbocompresseur Garrett, la puissance maximale étant de 300 chevaux à 7000 tr/min. Moutinho utilise des pneus Michelin.
- Opel

Le pilote monégasque Auguste Turuani engage, sous le pseudonyme «Tchine», son Opel Manta 400 groupe B. Coupé à transmission classique, la Manta 400 est animée par un moteur quatre cylindres de 2420 cm3 développé par Cosworth. Alimenté par deux carburateurs Weber double corps, il délivre 275 chevaux à 7250 tr/min. Cette voiture pèse un peu moins d'une tonne et utilise des pneus Michelin. L'Italien Giovanni Recordati s'aligne sur un modèle identique.
- Volkswagen

Volkswagen Motorsport a engagé deux Golf GTI groupe A (880 kg, moteur quatre cylindres de 1 781 cm3, injection mécanique Bosch, 170 chevaux), confiées à Kenneth Eriksson et Franz Wittmann. Elles sont chaussées de pneus Pirelli.
- Fiat

Le Jolly Club aligne trois Fiat Uno Turbo groupe A (moteur quatre cylindres de 1 301 cm3, turbocompresseur IHI, 170 chevaux à 6500 tr/min) pour Giovanni del Zoppo, Michele Rayneri et Alessandro Fiorio (le fils du directeur sportif de la Scuderia Lancia). Ces petites berlines pèsent 885 kg et utilisent des pneus Michelin.
- Toyota

Le constructeur japonais ne participe pas officiellement à l'épreuve mais l'ancien footballer allemand Klaus Fritzinger ainsi que quelques pilotes locaux sont au départ sur des coupés Corolla GT groupe A.

## Déroulement de la course

### Première étape

#### Estoril - Estoril

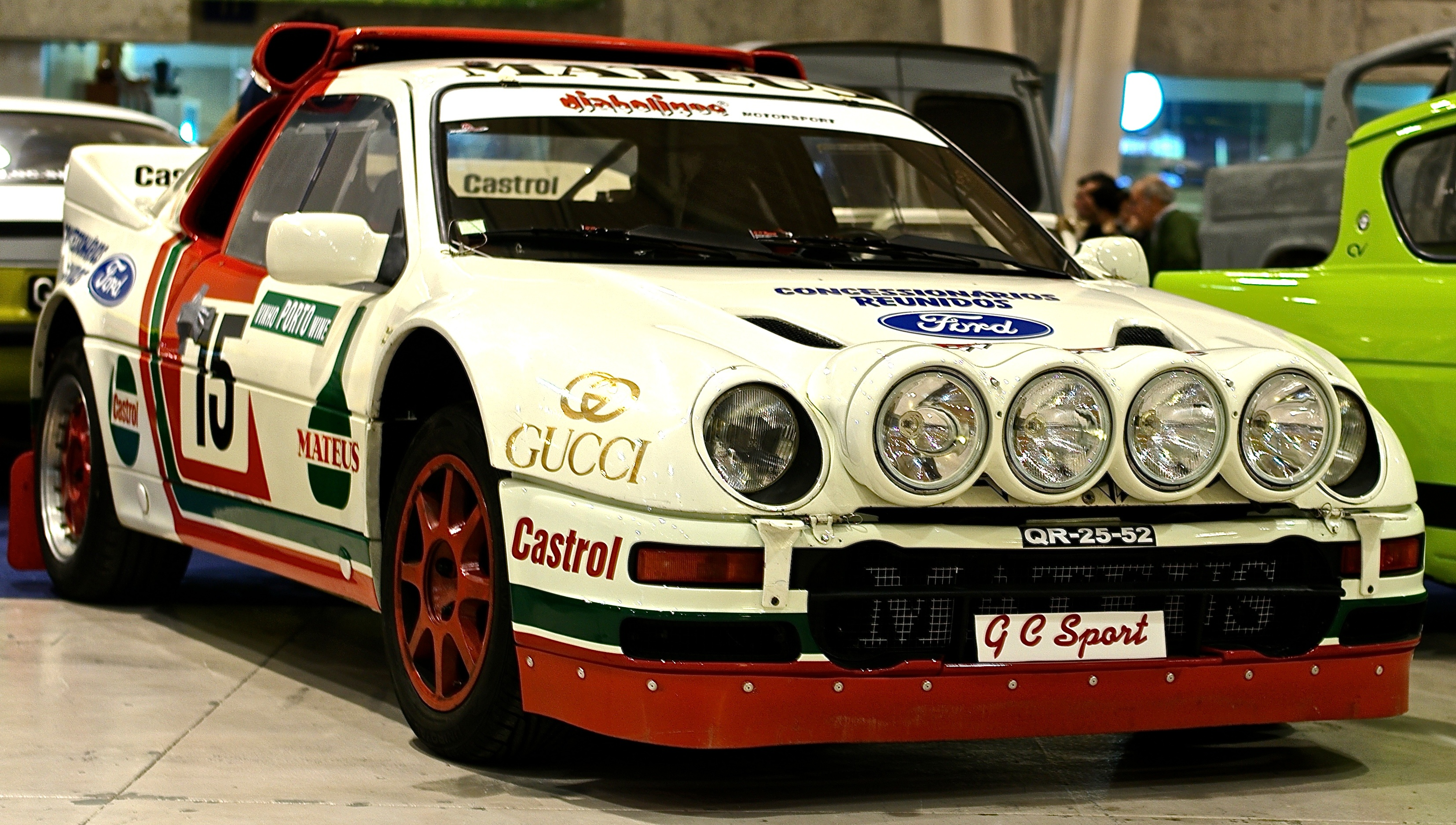
La Ford RS 200 de Joaquim Santos ; gêné par des spectateurs obstruant la route, le pilote portugais a perdu le contrôle de sa voiture, fauchant des dizaines de personnes.

Les cent-dix équipages s'élancent depuis l'autodrome d'Estoril le mercredi matin, sous le soleil. Les trois épreuves spéciales de la boucle de Sintra, à parcourir trois fois, ont attiré un foule immense, évaluée à cinquante mille spectateurs par épreuve spéciale. Ouvrant la route pour le compte de l'équipe Audi, Hannu Mikkola ne peut que constater l'inconscience d'une partie du public, de plus en plus de personnes se plaçant délibérément sur la route pour ne s'écarter qu'au dernier moment au passage de chaque voiture. Depuis plusieurs années les pilotes professionnels dénoncent l'indiscipline du public portugais dans la région de Lisbonne mais les organisateurs ont cependant maintenu le même parcours pour le début de la première étape. S'élançant avec le numéro 1, Timo Salonen négocie parfaitement la première partie du secteur de Lagoa Azul mais en fin de parcours, dans une longue courbe à droite, sa Peugeot 205 amorce une glissade que le pilote contrôle parfaitement, ne pouvant cependant éviter de toucher des spectateurs restés sur le côté gauche de la route. L'un d'eux, un caméraman britannique particulièrement mal placé, va être brutalement renversé et sera relevé avec une jambe cassée. Parti une minute plus tard au volant de sa Lancia, Markku Alén va également heurter légèrement quelques personnes. Il réalisera néanmoins le meilleur temps dans ce premier tronçon chronométré, à égalité avec son coéquipier Henri Toivonen et avec Walter Röhrl (sur Audi). Tous trois devancent Salonen d'une seconde, les autres favoris étant tous très proches. Mais après leur passage un autre drame s'est joué : parti en douzième position au volant de sa nouvelle Ford RS200, le pilote local Joaquim Santos s'est fait surprendre par un groupe de spectateurs placés sur la route ; alors qu'il allait aborder un virage à gauche, il a dû faire un écart pour les éviter, s'est retrouvé hors trajectoire et a perdu le contrôle de sa voiture, qui est sortie dans la foule avant de terminer sa course contre un rocher ! L'équipage est indemne mais on déplore trois morts et une trentaine de blessés parmi le public ; les secours mettront près de vingt minutes à intervenir et neuf autres concurrents disputeront l'épreuve spéciale avant qu'elle ne soit neutralisée.
Ignorant tout de l'accident de Santos, les pilotes de notoriété ont poursuivi leur course, Alén se montrant le plus rapide dans le secteur de Peninha avant que Biasion ne lui ravisse le commandement de la course dans l'épreuve de Sintra, alors que Salonen, inquiet au sujet du photographe qu'il a renversé, n'ose plus attaquer et a rétrogradé à la septième place. De retour à Estoril à l'issue de la première boucle, les équipages d'usine apprennent ce qui s'est passé, se concertent rapidement et demandent au directeur de course, Carlos Torres, de supprimer les deux autres passages prévus, la plupart réclamant que le reste de la première étape soit annulé. Torres prend alors la décision d'annuler les deux boucles restantes. Les voitures sont regroupées provisoirement le long des stands du circuit d'Estoril, la course ne devant reprendre qu'en fin d'après-midi. Biasion figure en tête de l'épreuve, avec respectivement une et deux secondes d'avance sur ses coéquipiers Alén et Toivonen, mais le classement importe alors peu aux yeux des pilotes de premier plan, ébranlés après le drame qui vient de se produire.
| Pos. | Pilote             | Copilote              | Voiture                 | Groupe | Temps       | Écart        |
| ---- | ------------------ | --------------------- | ----------------------- | ------ | ----------- | ------------ |
| 1    | Massimo Biasion    | Tiziano Siviero       | Lancia Delta S4         | B      | 12 min 53 s |              |
| 2    | Markku Alén        | Ilkka Kivimäki        | Lancia Delta S4         | B      | 12 min 54 s | + 1 s        |
| 3    | Henri Toivonen     | Sergio Cresto         | Lancia Delta S4         | B      | 12 min 55 s | + 2 s        |
| 4    | Juha Kankkunen     | Juha Piironen         | Peugeot 205 Turbo 16 E2 | B      | 13 min 01 s | + 8 s        |
| 5    | Walter Röhrl       | Christian Geistdörfer | Audi Sport Quattro S1   | B      | 13 min 02 s | + 9 s        |
| 6    | Malcolm Wilson     | Nigel Harris          | MG Metro 6R4            | B      | 13 min 09 s | + 16 s       |
| 7    | Timo Salonen       | Seppo Harjanne        | Peugeot 205 Turbo 16 E2 | B      | 13 min 10 s | + 17 s       |
| 8    | Tony Pond          | Rob Arthur            | MG Metro 6R4            | B      | 13 min 18 s | + 25 s       |
| 9    | Stig Blomqvist     | Bruno Berglund        | Ford RS200              | B      | 13 min 32 s | + 39 s       |
| 10   | Kalle Grundel      | Benny Melander        | Ford RS200              | B      | 13 min 45 s | + 52 s       |
| 11   | Marc Duez          | Willy Lux             | MG Metro 6R4            | B      | 13 min 55 s | + 1 min 02 s |
| 12   | Joaquim Moutinho   | Edgar Fortes          | Renault 5 Turbo         | B      | 14 min 02 s | + 1 min 09 s |
| 13   | Kenneth Eriksson   | Peter Diekmann        | Volkswagen Golf GTI     | A      | 14 min 52 s | + 1 min 59 s |
| 14   | «Tchine»           | Gilles Thimonier      | Opel Manta 400          | B      | 15 min 07 s | + 2 min 14 s |
| 15   | Giovanni del Zoppo | Loris Roggia          | Fiat Uno Turbo          | A      | 15 min 13 s | + 2 min 20 s |
| 16   | Michele Rayneri    | Carlo Cassina         | Fiat Uno Turbo          | A      | 15 min 17 s | + 2 min 24 s |
| 17   | Franz Wittmann     | Matthias Feltz        | Volkswagen Golf GTI     | A      | 15 min 24 s | + 2 min 31 s |
| 18   | Mário Silva        | Jorge Cine            | Citroën Visa Chrono     | B      | 15 min 26 s | + 2 min 33 s |
| 19   | Rudolf Stohl       | Reinhard Kaufmann     | Audi 80 Quattro         | A      | 15 min 29 s | + 2 min 36 s |
| 20   | Rufino Fontes      | Valdemar Guimarães    | Citroën Visa Chrono     | B      | 15 min 43 s | + 2 min 50 s |
| 21   | Carlos Bica        | Cândido Júnior        | Lancia Rally 037        | B      | 15 min 44 s | + 2 min 51 s |
| 22   | Alessandro Fiorio  | Arles Montenesi       | Fiat Uno Turbo          | A      | 15 min 57 s | + 3 min 04 s |

- Note : les autres équipages n'ont pu disputer les épreuves spéciales et se voient attribuer un temps forfaitaire, à trois minutes et six secondes du premier.

#### La grève des pilotes et copilotes

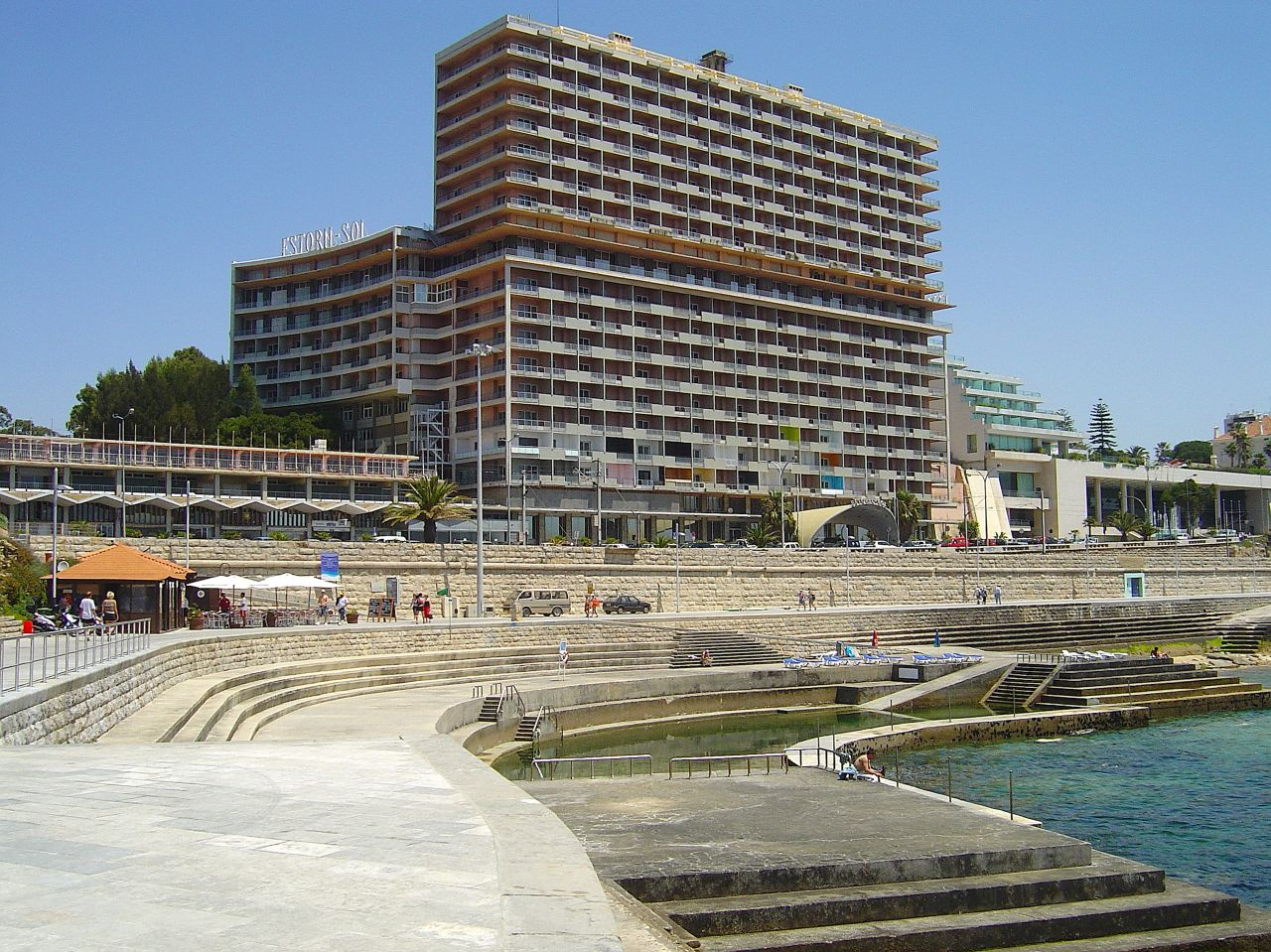
L'hôtel Estoril-Sol, où 22 pilotes et copilotes ont signé le communiqué justifiant leur refus de reprendre la course.

En début d'après-midi, de retour à leur hôtel à la suite de l'annulation des épreuves spéciales 4 à 9, pilotes et copilotes des équipes officielles Peugeot, Lancia, Audi, Ford et MG se rassemblent pour statuer sur la poursuite de la course. Tous sont d'accord pour ne pas repartir. Après deux heures de réunion, ils présentent un communiqué expliquant les raisons de leur retrait, mettant en avant le respect des familles des victimes et la sécurité des spectateurs. En parallèle, Peter Aschroft, directeur sportif de Ford Motor, avait quant à lui déjà pris la décision de retirer ses deux voitures restant en course. Si au sein des équipes Audi et Austin Rover on accepte sans réserve le choix des  équipages, la Scuderia Lancia (représentée, en l'absence de Cesare Fiorio, grippé, par ‘Ninni’ Russo) veut imposer à ses pilotes de reprendre la course et les mécaniciens amèneront les trois Lancia Delta S4 au pointage, mais les pilotes de l'équipe n'obtempéreront pas. Au sein de Peugeot Talbot Sport, Jean Todt estime dans un premier temps que « les pilotes appartiennent à une écurie envers laquelle ils ont certaines obligations ». Après concertation avec le président de Peugeot, Jean Boillot, Todt finira cependant par soutenir officiellement leur décision. Kenneth Eriksson (pilote Volkswagen Motorsport) ainsi que certains pilotes indépendants décident également de ne pas repartir.
En total désaccord avec le communiqué des équipages professionnels, Cesare Torres dira à leur sujet : « Les pilotes gagnent trop d'argent et se prennent pour des vedettes ». Soutenu par la FISA (qui à travers son président à la commision des rallyes, Guy Coutard, menace les grévistes de sanctions pénales), le directeur de course campe sur ses positions et l'épreuve reprendra comme prévu à dix-huit heures trente. Le retrait des voitures du groupe B propulse Joaquim Moutinho (qui au volant de sa Renault 5 Turbo occupait la douzième place à l'issue de la boucle de Sintra) à la première place du rallye, avec un peu plus d'une minute d'avance sur l'Opel de «Tchine» et les petites Fiat Uno de Giovanni del Zoppo et Michele Rayneri, désormais en tête du groupe A. Au sein du Jolly Club, Del Zoppo et Rayneri ne souhaitaient préalablement pas reprendre la course mais leur directeur d'écurie, sous la pression du groupe Fiat, les y a contraints.

#### Estoril - Póvoa de Varzim
Seulement soixante-sept équipages repartent du circuit d'Estoril en fin d'après-midi, en direction de Tomar. Au volant de leurs petites Fiat Uno, Rayneri et Del Zoppo se montrent les plus rapides dans le secteur de Gradil et se rapprochent à moins d'une minute de Moutinho, débordant «Tchine» qui rétrograde en quatrième position. Rayneri va cependant sortir de la route dans l'épreuve suivante, dans laquelle Moutinho reprend nettement l'avantage. À Tomar, le pilote portugais compte une minute et vingt secondes d'avance sur Del Zoppo et plus de deux minutes et demie sur «Tchine». Il va ensuite dominer les épreuves nocturnes, ralliant Póvoa de Varzim avec un avantage de plus de cinq minutes sur Del Zoppo, qui est toujours largement en tête du groupe A. Huitième au classement général, Jean-Sébastien Couloumiès domine quant à lui le groupe N. Accablé par les ennuis en début d'étape, Carlos Bica n'occupe que le dixième rang au volant de sa Lancia Rally 037, le pilote local accusant treize minutes de retard sur son compatriote Moutinho, son principal rival du championnat national.

Les équipages officiels s'étant tous retirés, Joaquim Moutinho et sa Renault 5 Turbo (vus ici en 1985) se retrouvent en tête du rallye.

| Pos. | Pilote                    | Copilote         | Voiture                  | Groupe | Temps           | Écart         |
| ---- | ------------------------- | ---------------- | ------------------------ | ------ | --------------- | ------------- |
| 1    | Joaquim Moutinho          | Edgar Fortes     | Renault 5 Turbo          | B      | 1 h 42 min 34 s |               |
| 2    | Giovanni del Zoppo        | Loris Roggia     | Fiat Uno Turbo           | A      | 1 h 48 min 10 s | + 5 min 36 s  |
| 3    | «Tchine»                  | Gilles Thimonier | Opel Manta 400           | B      | 1 h 51 min 10 s | + 8 min 36 s  |
| 4    | Klaus Fritzinger          | Léon Lejeune     | Toyota Corolla GT Coupé  | A      | 1 h 51 min 43 s | + 9 min 09 s  |
| 5    | Alessandro Fiorio         | Arles Montenesi  | Fiat Uno Turbo           | A      | 1 h 52 min 52 s | + 10 min 18 s |
| 6    | Pedro Sena                | António Guerra   | Peugeot 205 GTI          | A      | 1 h 52 min 56 s | + 10 min 22 s |
| 7    | Jorge Ortigão             | Pedro Perez      | Toyota Corolla GT Coupé  | A      | 1 h 54 min 25 s | + 11 min 51 s |
| 8    | Jean-Sébastien Couloumiès | Claudine Causse  | Peugeot 205 GTI          | N      | 1 h 54 min 27 s | + 11 min 53 s |
| 9    | «Larama»                  | João d'Eça       | Fiat Ritmo Abarth 130 TC | A      | 1 h 55 min 40 s | + 13 min 06 s |
| 10   | Carlos Bica               | Cândido Júnior   | Lancia Rally 037         | B      | 1 h 55 min 44 s | + 13 min 10 s |

### Deuxième étape
Hormis la remontée de Bica qui rejoint «Tchine» à la troisième place, aucun incident notable ne vient perturber la boucle nord du rallye. Moutinho termine l'étape avec désormais plus de dix minutes d'avance sur Del Zoppo, s'assurant un avantage décisif avant d'aborder les épreuves sur terre.
| Pos. | Pilote                    | Copilote         | Voiture                 | Groupe | Temps           | Écart         |
| ---- | ------------------------- | ---------------- | ----------------------- | ------ | --------------- | ------------- |
| 1    | Joaquim Moutinho          | Edgar Fortes     | Renault 5 Turbo         | B      | 3 h 09 min 55 s |               |
| 2    | Giovanni del Zoppo        | Loris Roggia     | Fiat Uno Turbo          | A      | 3 h 22 min 40 s | + 10 min 45 s |
| 3    | «Tchine»                  | Gilles Thimonier | Opel Manta 400          | B      | 3 h 25 min 04 s | + 15 min 09 s |
| 3=   | Carlos Bica               | Cândido Júnior   | Lancia Rally 037        | B      | 3 h 25 min 04 s | + 15 min 09 s |
| 5    | Klaus Fritzinger          | Léon Lejeune     | Toyota Corolla GT Coupé | A      | 3 h 28 min 19 s | + 18 min 24 s |
| 6    | Jorge Ortigão             | Pedro Perez      | Toyota Corolla GT Coupé | A      | 3 h 29 min 57 s | + 20 min 02 s |
| 7    | Pedro Sena                | António Guerra   | Peugeot 205 GTI         | A      | 3 h 31 min 12 s | + 21 min 17 s |
| 8    | Jean-Sébastien Couloumiès | Claudine Causse  | Peugeot 205 GTI         | N      | 3 h 31 min 44 s | + 21 min 49 s |
| 9    | António Segurado          | Fernando Prata   | Renault 11 Turbo        | N      | 3 h 34 min 42 s | + 24 min 47 s |
| 10   | Ramiro Fernandes          | Antonio Monteiro | Fiat Ritmo Abarth 130TC | A      | 3 h 36 min 23 s | + 26 min 28 s |

### Troisième étape
Les épreuves sur terre du vendredi n'entravent pas la progression de Moutinho, qui continue à accroître son avance et rallie Viseu avec près de dix-sept minutes d'avance sur Del Zoppo, qui est en passe d'être rejoint par Bica, alors que «Tchine», qui n'a pas reconnu cette partie du parcours et utilise les notes de Marc Duez, conserve la quatrième place est désormais menacé par le pilote local Jorge Ortigão, sur sa Toyota groupe A. Il ne reste plus que trente-neuf équipages en course.
| Pos. | Pilote                    | Copilote         | Voiture                 | Groupe | Temps           | Écart         |
| ---- | ------------------------- | ---------------- | ----------------------- | ------ | --------------- | ------------- |
| 1    | Joaquim Moutinho          | Edgar Fortes     | Renault 5 Turbo         | B      | 5 h 32 min 03 s |               |
| 2    | Giovanni del Zoppo        | Loris Roggia     | Fiat Uno Turbo          | A      | 5 h 48 min 58 s | + 16 min 55 s |
| 3    | Carlos Bica               | Cândido Júnior   | Lancia Rally 037        | B      | 5 h 49 min 20 s | + 17 min 17 s |
| 4    | «Tchine»                  | Gilles Thimonier | Opel Manta 400          | B      | 5 h 54 min 30 s | + 22 min 27 s |
| 5    | Jorge Ortigão             | Pedro Perez      | Toyota Corolla GT Coupé | A      | 5 h 56 min 15 s | + 24 min 12 s |
| 6    | Klaus Fritzinger          | Léon Lejeune     | Toyota Corolla GT Coupé | A      | 5 h 58 min 06 s | + 26 min 03 s |
| 7    | Jean-Sébastien Couloumiès | Claudine Causse  | Peugeot 205 GTI         | N      | 6 h 06 min 39 s | + 34 min 36 s |
| 8    | António Segurado          | Fernando Prata   | Renault 11 Turbo        | N      | 6 h 10 min 46 s | + 38 min 43 s |
| 9    | Ramiro Fernandes          | Antonio Monteiro | Fiat Ritmo Abarth 130TC | A      | 6 h 12 min 26 s | + 40 min 23 s |
| 10   | Giovanni Recordati        | Freddy Delorme   | Opel Manta 400          | B      | 6 h 19 min 02 s | + 46 min 59 s |

### Quatrième étape
La dernière étape se déroule intégralement sur terre, le samedi. Assuré de la victoire, Moutinho ne prend aucun risque. Les épreuves matinales sont dominées par Bica, qui s'empare de la deuxième place dès le premier passage de l'épreuve d'Arganil, d'autant plus facilement que Del Zoppo encaisse deux minutes de pénalité routière. Derrière, Ortigão exploite sa parfaite connaissance du terrain pour se rapprocher de «Tchine», qu'il finit par déborder dans le deuxième passage d'Arganil. Longtemps sixième, l'ex-skieur allemand Klaus Fritzinger ne sera pas récompensé de ses efforts, la boîte de vitesses de sa Toyota cédant dans ce même secteur. Moutinho remporte aisément la victoire devant son compatriote Carlos Bica. Troisième, Del Zoppo s'impose en groupe A, terminant loin devant «Tchine» et Ortigão. Sixième, Couloumiès termine premier du groupe N. Trente-cinq équipages ont atteint l'arrivée.

### Classements intermédiaires
Classements intermédiaires des pilotes après chaque épreuve spéciale

### Classement général

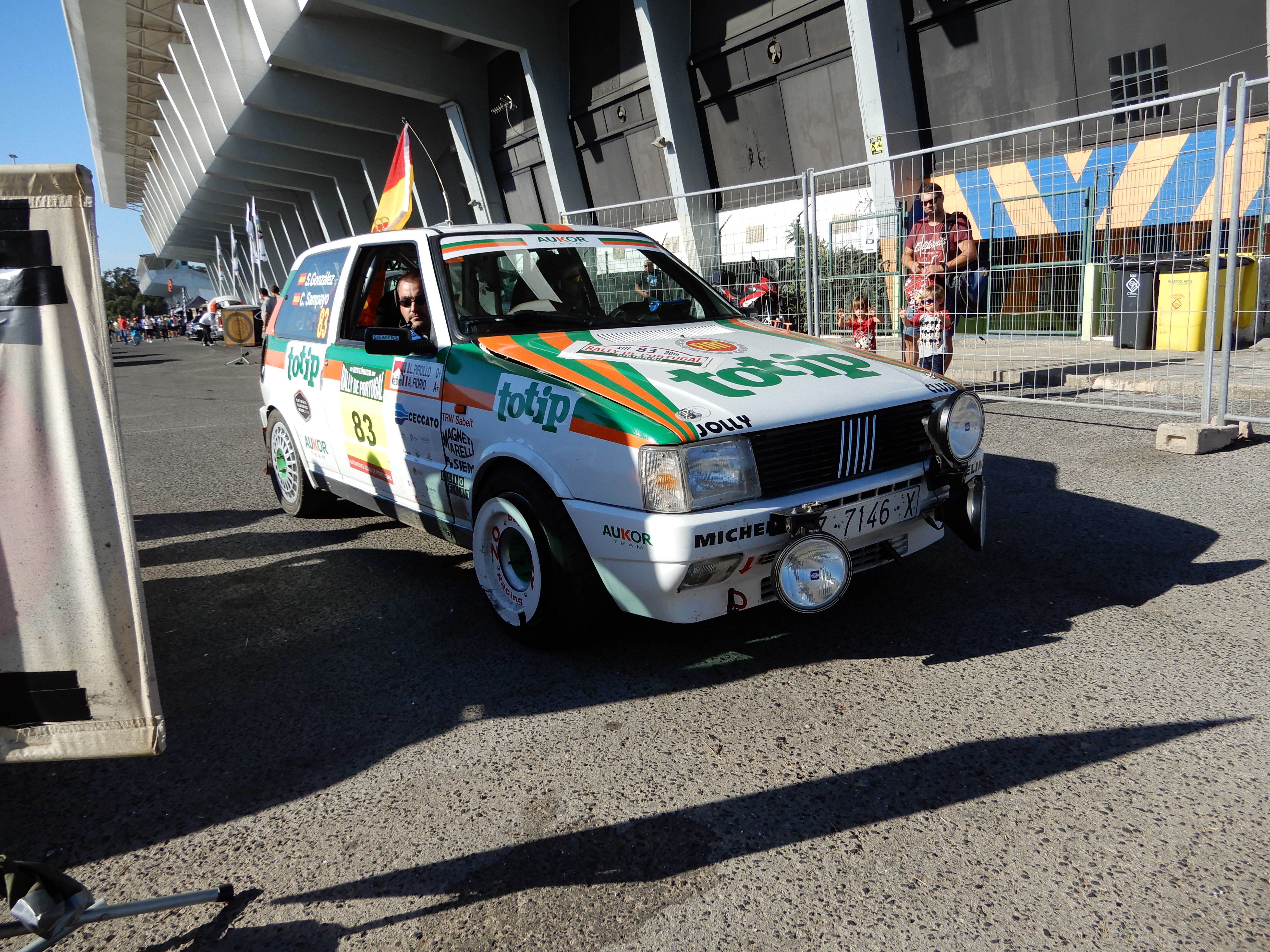
Une Fiat Uno Turbo du Jolly Club semblable à celle de Giovanni del Zoppo, troisième au classement général et vainqueur du groupe A.

| Pos | No | Pilote                    | Copilote         | Voiture                 | Temps           | Écart             | Groupe |
| --- | -- | ------------------------- | ---------------- | ----------------------- | --------------- | ----------------- | ------ |
| 1   | 14 | Joaquim Moutinho          | Edgar Fortes     | Renault 5 Turbo         | 7 h 50 min 44 s |                   | B      |
| 2   | 18 | Carlos Bica               | Cândido Júnior   | Lancia Rally 037        | 8 h 04 min 11 s | + 13 min 27 s     | B      |
| 3   | 22 | Giovanni del Zoppo        | Loris Roggia     | Fiat Uno Turbo          | 8 h 07 min 36 s | + 16 min 52 s     | A      |
| 4   | 30 | Jorge Ortigão             | Pedro Perez      | Toyota Corolla GT Coupé | 8 h 10 min 26 s | + 19 min 42 s     | A      |
| 5   | 20 | «Tchine»                  | Gilles Thimonier | Opel Manta 400          | 8 h 13 min 04 s | + 22 min 20 s     | B      |
| 6   | 61 | Jean-Sébastien Couloumiès | Claudine Causse  | Peugeot 205 GTI         | 8 h 36 min 27 s | + 45 min 43 s     | N      |
| 7   | 32 | Ramiro Fernandes          | Antonio Monteiro | Fiat Ritmo Abarth 130TC | 8 h 40 min 26 s | + 49 min 42 s     | A      |
| 8   | 49 | Giovanni Recordati        | Freddy Delorme   | Opel Manta 400          | 8 h 47 min 31 s | + 56 min 47 s     | B      |
| 9   | 36 | António Segurado          | Fernando Prata   | Renault 11 Turbo        | 8 h 49 min 18 s | + 58 min 34 s     | N      |
| 10  | 34 | António Coutinho          | António Manuel   | Toyota Corolla GT Coupé | 8 h 50 min 44 s | + 1 h 00 min 00 s | N      |

### Équipages de tête
- ES1 :  Markku Alén -  Ilkka Kivimäki (Lancia Delta S4),  Walter Röhrl -  Christian Geistdörfer (Audi Sport Quattro S1) &  Henri Toivonen -  Sergio Cresto (Lancia Delta S4)
- ES2 :  Markku Alén -  Ilkka Kivimäki (Lancia Delta S4)
- ES3 à ES9 :  Massimo Biasion -  Tiziano Siviero (Lancia Delta S4)
- ES10 à ES48 :  Joaquim Moutinho -  Edgar Fortes (Renault 5 Turbo)

### Vainqueurs d'épreuves spéciales
- Joaquim Moutinho -  Edgar Fortes (Renault 5 Turbo) : 27 spéciales (ES 11 à 17, 19 à 33, 35 à 38, 47)
- Carlos Bica -  Cândido Júnior (Lancia Rally 037) : 8 spéciales (ES 18, 34, 37, 40 à 44)
- Jorge Ortigão -  Pedro Perez (Toyota Corolla GT Coupé) : 5 spéciales (ES 36, 39, 45, 46, 48)
- Markku Alén -  Ilkka Kivimäki (Lancia Delta S4) : 2 spéciales (ES 1, 2)
- Walter Röhrl -  Christian Geistdörfer (Audi Sport Quattro S1) : 1 spéciale (ES 1)
- Henri Toivonen -  Sergio Cresto (Lancia Delta S4) : 1 spéciale (ES 1)
- Massimo Biasion -  Tiziano Siviero (Lancia Delta S4) : 1 spéciale (ES 3)
- Michele Rayneri -  Carlo Cassina (Fiat Uno Turbo) : 1 spéciale (ES 10)
- Giovanni del Zoppo -  Loris Roggia (Fiat Uno Turbo) : 1 spéciale (ES 38)
- «Tchine» -  Gilles Thimonier (Opel Manta 400) : 1 spéciale (ES 45)

## Résultats des principaux engagés
| No | Pilote                    | Copilote              | Voiture                  | Groupe | Classement général                           | Class. groupe |
| -- | ------------------------- | --------------------- | ------------------------ | ------ | -------------------------------------------- | ------------- |
| 1  | Timo Salonen              | Seppo Harjanne        | Peugeot 205 Turbo 16 E2  | B      | ab. avant la 10e spéciale (retrait)          | -             |
| 2  | Markku Alén               | Ilkka Kivimäki        | Lancia Delta S4          | B      | ab. avant la 10e spéciale (retrait)          | -             |
| 3  | Walter Röhrl              | Christian Geistdörfer | Audi Sport Quattro S1    | B      | ab. avant la 10e spéciale (retrait)          | -             |
| 4  | Stig Blomqvist            | Bruno Berglund        | Ford RS200               | B      | ab. avant la 10e spéciale (retrait)          | -             |
| 5  | Massimo Biasion           | Tiziano Siviero       | Lancia Delta S4          | B      | ab. avant la 10e spéciale (retrait)          | -             |
| 6  | Tony Pond                 | Rob Arthur            | MG Metro 6R4             | B      | ab. avant la 10e spéciale (retrait)          | -             |
| 7  | Juha Kankkunen            | Juha Piironen         | Peugeot 205 Turbo 16 E2  | B      | ab. avant la 10e spéciale (retrait)          | -             |
| 8  | Henri Toivonen            | Sergio Cresto         | Lancia Delta S4          | B      | ab. avant la 10e spéciale (retrait)          | -             |
| 10 | Kalle Grundel             | Benny Melander        | Ford RS200               | B      | ab. avant la 10e spéciale (retrait)          | -             |
| 12 | Malcolm Wilson            | Nigel Harris          | MG Metro 6R4             | B      | ab. avant la 10e spéciale (retrait)          | -             |
| 14 | Joaquim Moutinho          | Edgar Fortes          | Renault 5 Turbo          | B      | 1er                                          | 1er           |
| 15 | Joaquim Santos            | Miguel Oliveira       | Ford RS200               | B      | ab. dans la 1re spéciale (sortie de route)   | -             |
| 16 | Marc Duez                 | Willy Lux             | MG Metro 6R4             | B      | ab. avant la 10e spéciale (retrait)          | -             |
| 18 | Carlos Bica               | Cândido Júnior        | Lancia Rally 037         | B      | 2e à 13 min 27 s                             | 2e            |
| 20 | «Tchine»                  | Gilles Thimonier      | Opel Manta 400           | B      | 5e à 22 min 20 s                             | 3e            |
| 21 | Kenneth Eriksson          | Peter Diekmann        | Volkswagen Golf GTI      | A      | ab. avant la 10e spéciale (retrait)          | -             |
| 22 | Giovanni del Zoppo        | Loris Roggia          | Fiat Uno Turbo           | A      | 3e à 16 min 52 s                             | 1er           |
| 23 | Franz Wittmann            | Matthias Feltz        | Volkswagen Golf GTI      | A      | ab. dans la 10e spéciale (boîte de vitesses) | -             |
| 24 | Michele Rayneri           | Carlo Cassina         | Fiat Uno Turbo           | A      | ab. dans la 11e spéciale (sortie de route)   | -             |
| 25 | Rudolf Stohl              | Reinhard Kaufmann     | Audi 80 Quattro          | A      | ab. avant la 10e spéciale (retrait)          | -             |
| 26 | Alessandro Fiorio         | Arles Montenesi       | Fiat Uno Turbo           | A      | ab. dans la 23e spéciale (demi-arbre)        | -             |
| 27 | Mário Silva               | Jorge Cine            | Citroën Visa Chrono      | B      | ab. avant la 10e spéciale (retrait)          | -             |
| 29 | Rufino Fontes             | Valdemar Guimarães    | Citroën Visa Chrono      | B      | ab. avant la 10e spéciale (retrait)          | -             |
| 30 | Jorge Ortigão             | Pedro Perez           | Toyota Corolla GT Coupé  | A      | 4e à 19 min 42 s                             | 2e            |
| 31 | Klaus Fritzinger          | Léon Lejeune          | Toyota Corolla GT Coupé  | A      | ab. dans la 44e spéciale (boîte de vitesses) | -             |
| 32 | Ramiro Fernandes          | Antonio Monteiro      | Fiat Ritmo Abarth 130TC  | A      | 7e à 49 min 42 s                             | 3e            |
| 34 | António Coutinho          | António Manuel        | Toyota Corolla GT Coupé  | N      | 10e à 1 h 00 min 00 s                        | 3e            |
| 36 | António Segurado          | Fernando Prata        | Renault 11 Turbo         | N      | 9e à 58 min 34 s                             | 2e            |
| 43 | Pedro Sena                | António Guerra        | Peugeot 205 GTI          | A      | ab. dans la 28e spéciale                     | -             |
| 45 | João Salavessa            | João Sena             | Renault 11 Turbo         | A      | ab. dans la 15e spéciale                     | -             |
| 49 | Giovanni Recordati        | Freddy Delorme        | Opel Manta 400           | B      | 8e à 56 min 47 s                             | 4e            |
| 54 | «Larama»                  | João d'Eça            | Fiat Ritmo Abarth 130 TC | A      | ab. dans la 18e spéciale (retrait)           | -             |
| 61 | Jean-Sébastien Couloumiès | Claudine Causse       | Peugeot 205 GTI          | N      | 6e à 45 min 43 s                             | 1er           |

## Classements des championnats à l'issue de la course

### Constructeurs
- Attribution des points : 12, 10, 8, 7, 6, 5, 4, 3, 2, 1 respectivement aux dix premières marques de chaque épreuve, additionnés de 8, 7, 6, 5, 4, 3, 2, 1 respectivement aux huit premières de chaque groupe (seule la voiture la mieux classée de chaque constructeur marque des points). Les points de groupe ne sont attribués qu'aux concurrents déclarés officiellement par le constructeur et ayant terminé dans les dix premiers au classement général.
- Seuls les sept meilleurs résultats (sur onze épreuves) sont retenus pour le décompte final des points[2].

| Pos. | Marque     | Points | M-C  | SUE  | POR | SAF | COR | ACR | NZ | ARG | FIN | SAN | RAC |
| ---- | ---------- | ------ | ---- | ---- | --- | --- | --- | --- | -- | --- | --- | --- | --- |
| 1    | Lancia     | 37     | 12+8 | 10+7 | -   |     |     |     |    |     |     |     |     |
| 1=   | Peugeot    | 37     | 10+7 | 12+8 | -   |     |     |     |    |     |     |     |     |
| 3    | Audi       | 29     | 8+6  | 7+8  | -   |     |     |     |    |     |     |     |     |
| 4    | Volkswagen | 19     | 2+7  | 4+6  | -   |     |     |     |    |     |     |     |     |
| 5    | Ford       | 14     | -    | 8+6  | -   |     |     |     |    |     |     |     |     |
| 6    | Citroën    | 10     | -    | 5+5  | -   |     |     |     |    |     |     |     |     |

- Note : Aucun des équipages classés au Portugal n'avait été déclaré officiellement par les constructeurs, aussi le classement du championnat reste-t-il inchangé à l'issue de cette épreuve[6].

### Pilotes
- Attribution des points : 20, 15, 12, 10, 8, 6, 4, 3, 2, 1 respectivement aux dix premiers de chaque épreuve.
- Seuls les sept meilleurs résultats (sur treize épreuves) sont retenus pour le décompte final des points.

| Pos. | Pilote                    | Marque     | Points | M-C | SUE | POR | SAF | COR | ACR | NZ | ARG | FIN | CIV | SAN | RAC | USA |
| ---- | ------------------------- | ---------- | ------ | --- | --- | --- | --- | --- | --- | -- | --- | --- | --- | --- | --- | --- |
| 1    | Juha Kankkunen            | Peugeot    | 28     | 8   | 20  | -   |     |     |     |    |     |     |     |     |     |     |
| 2    | Henri Toivonen            | Lancia     | 20     | 20  | -   | -   |     |     |     |    |     |     |     |     |     |     |
| 2=   | Joaquim Moutinho          | Renault    | 20     | -   | -   | 20  |     |     |     |    |     |     |     |     |     |     |
| 4    | Timo Salonen              | Peugeot    | 15     | 15  | -   | -   |     |     |     |    |     |     |     |     |     |     |
| 4=   | Markku Alén               | Lancia     | 15     | -   | 15  | -   |     |     |     |    |     |     |     |     |     |     |
| 4=   | Carlos Bica               | Lancia     | 15     | -   | -   | 15  |     |     |     |    |     |     |     |     |     |     |
| 7    | Hannu Mikkola             | Audi       | 12     | 12  | -   | -   |     |     |     |    |     |     |     |     |     |     |
| 7=   | Kalle Grundel             | Ford       | 12     | -   | 12  | -   |     |     |     |    |     |     |     |     |     |     |
| 7=   | Giovanni del Zoppo        | Fiat       | 12     | -   | -   | 12  |     |     |     |    |     |     |     |     |     |     |
| 10   | Walter Röhrl              | Audi       | 10     | 10  | -   | -   |     |     |     |    |     |     |     |     |     |     |
| 10=  | Mikael Ericsson           | Audi       | 10     | -   | 10  | -   |     |     |     |    |     |     |     |     |     |     |
| 10=  | Jorge Ortigão             | Toyota     | 10     | -   | -   | 10  |     |     |     |    |     |     |     |     |     |     |
| 13   | Gunnar Pettersson         | Audi       | 8      | -   | 8   | -   |     |     |     |    |     |     |     |     |     |     |
| 13=  | «Tchine»                  | Opel       | 8      | -   | -   | 8   |     |     |     |    |     |     |     |     |     |     |
| 15   | Bruno Saby                | Peugeot    | 6      | 6   | -   | -   |     |     |     |    |     |     |     |     |     |     |
| 15=  | Jean-Claude Andruet       | Citroën    | 6      | -   | 6   | -   |     |     |     |    |     |     |     |     |     |     |
| 15=  | Jean-Sébastien Couloumiès | Peugeot    | 6      | -   | -   | 6   |     |     |     |    |     |     |     |     |     |     |
| 15=  | Kenneth Eriksson          | Volkswagen | 6      | 2   | 4   | -   |     |     |     |    |     |     |     |     |     |     |